# NY-ESO-1
NY-ESO-1 (englisch New York esophageal squamous cell carcinoma-1, auch Cancer/testis antigen 1, Cancer/testis antigen 6.1, L antigen family member 2) ist ein humanes Tumorantigen aus der Gruppe der Tumor-Hoden-Antigene.

## Eigenschaften
NY-ESO-1 hat in der Isoform 1 eine Länge von 180 Aminosäuren und eine Masse von 17.992 Da sowie 168 Aminosäuren und 16.192 Da in der Isoform 2. Es kommt als Tumorantigen nicht in gesunden Zellen vor (außer in immunprivilegierten Spermatozyten), wird aber oftmals in verschiedenen Tumoren exprimiert, z. B. Mamma-, Prostata-, Ovarialkarzinomen, Lungenkarzinomen, Neuroblastomen, metastasierten Melanomen, Myelomen und Synovialsarkomen. Es ist daher ein Zielantigen bei der Entwicklung von Krebsimpfstoffen und Krebsimmuntherapien mit adoptivem Zelltransfer.